# جیمز آتاوی
جیمز آتاوی (انگلیسی: James Ottaway؛ ‏ ۲۵ ژوئیهٔ ۱۹۰۸ – ۱۶ ژوئن ۱۹۹۹) بازیگر اهل بریتانیا بود. از فیلم‌ها یا مجموعه‌های تلویزیونی که وی در آن‌ها نقش داشته‌است، می‌توان به پوآرو، تئاتر یکشنبه شب، ارتش بابا، سوئینی، تلفات، آمرزش و جمعه خوب طولانی اشاره نمود.